# Aztékkaktusz
Az aztékkaktusz (Aztekium), más néven varacskoskaktusz vagy gombolyagkaktusz kaktuszfélék családjába tartozó nemzetség. Három faj, az Aztekium ritteri az Aztekium hintonii és a 2013-ban új fajként leírt Aztekium valdezii tartozik ide. Ráncos, gyűrődött felületű törpekaktusz. A közelmúltig Mexikó egyik jelképe volt.
Az Aztekium nemzetségnév arra utal, hogy a kaktusz megjelenése az aztékok rúnáira, azaz rovásírására és díszítő motívumaira emlékeztet. A névadásban az is szerepet játszott, hogy a maja-tolték indián népcsoportok helyét átvevő aztékok birodalmi központja a mai Mexikóban volt, és ezt a kaktuszt is itt fedezték fel.

## Felfedezése
Az Aztekium nemzetséget Friedrich Bödeker (1867–1937) német iparos, festőművész, a Mammillaria- és az Echinocereus-fajok kutatója, új fajok leírója, az Aztekium ritteri felfedezését és leírását követő évben írta le. Boedecker az újonnan felfedezett fajt először Echinocereus ritteri néven írta le, de hamarosan felismerte, hogy ez a kis termetű, különleges kinézetű új taxon merőben különbözik az addig ismert bármelyik kaktusztól. Kiemelte az Echinocereus gyűjtőnemzetségből és az önálló monotipikus Aztekium nemzetséget hozta létre. Azóta egy újabb faj – az 1991-ben felfedezett Aztekium hintonii Glass & W.A.Fitz Maur. – gazdagítja a nemzetséget. Az Aztekium hintonii megtalálását megelőzően Curt Backeberg (1894–1964) német kaktuszspecialista – az 1966-ban kiadott Kakteenlexicon című mű szerzője – a kaktuszkutatásban szerzett tapasztalatai alapján feltételezte, hogy egy másik, nagy virágú forma is létezhet. A nemzetségre jellemző, hogy a fajok egyedülállók vagy csoportosak, a test nyomott gömb illetve rövid hengeres alakú, gyengén csavarodott bordájú, szürkészöld színű. A borda keresztirányban redőzött vagy rovátkolt az areolák között.